# Чемпионат Азербайджана по волейболу среди женщин
Чемпионат Азербайджана по волейболу среди женщин — ежегодное соревнование женских волейбольных команд Азербайджана. Проводится с сезона 1991/92.
Соревнования проходят в двух дивизионах — Суперлиге (азерб. Super Liqa) и первой лиге (азерб. I Liqa). Организатором чемпионатов является Федерация волейбола Азербайджана.

## История
До распада СССР азербайджанские клубы участвовали в чемпионате СССР, где одной из сильнейших команд был бакинский БЗБК. Эта же команда была лидером клубного первенства Азербайджана и в 1992—1999 годах. После прекращения её существования в 1999 году первенство между собой разыгрывали две другие бакинские команды — «Локомотив» и «Нефтяг». В 2000 году был образован бакинский клуб «Азеррейл», до 2008 не принимавший участия в чемпионатах страны. С сезона 2008/2009 первенство Азербайджана разыгрывают команды, входящие в суперлигу.

## Формула соревнований
В Суперлиге в сезоне 2024/2025 участвовало 6 команд: «Абшерон», МАА, «Азеррейл», «Муров Аз Терминал», UNEC (все — Баку), «Гянджа». На предварительном этапе команды провели 4-круговой турнир, по итогам которого определены пары полуфинала плей-офф. Победители в финале разыграли первенство, проигравшие — бронзовые награды. Полуфинальные и финальные серии плей-офф состояли из двух матчей (на большее количество очков по итогам этих матчей и с «золотым» сетом при необходимости). Чемпионский титул в 3-й раз подряд выиграл «Азеррейл», победивший в финале «Абшерон» 0:3, 3:0, «золотой» сет 15:12. 3-е место занял заняла команда МАА.
За победы со счётом 3:0 и 3:1 команды получали по 3 очка, за победы 3:2 — по 2, за поражения 2:3 — 1, за поражения 0:3 и 1:3 очки не начислялись.

## Призёры
| Сезон     | 1-е место                                                             | 2-е место                                                             | 3-е место                                                             |
| --------- | --------------------------------------------------------------------- | --------------------------------------------------------------------- | --------------------------------------------------------------------- |
| 1991/92   | БЗБК Баку                                                             |                                                                       |                                                                       |
| 1992/93   | «Нефтчи» Баку                                                         |                                                                       |                                                                       |
| 1993/94   | «Нефтчи» Баку                                                         |                                                                       |                                                                       |
| 1994/95   | «Нефтчи» Баку                                                         |                                                                       |                                                                       |
| 1995/96   | БЗБК Баку                                                             |                                                                       |                                                                       |
| 1996/97   | БЗБК Баку                                                             |                                                                       |                                                                       |
| 1997/98   | БЗБК Баку                                                             |                                                                       |                                                                       |
| 1998/99   | БЗБК Баку                                                             |                                                                       |                                                                       |
| 1999/2000 | «Локомотив» Баку                                                      |                                                                       |                                                                       |
| 2000/01   | «Локомотив» Баку                                                      |                                                                       |                                                                       |
| 2001/02   | «Локомотив» Баку                                                      |                                                                       |                                                                       |
| 2002/03   | «Азеррейл»-2 Баку                                                     | «Локомотив» Баку                                                      | «Рабита» Баку                                                         |
| 2003/04   | «Азеррейл»-2 Баку                                                     | «Рабита» Баку                                                         | «Локомотив» Баку                                                      |
| 2004/05   | «Азеррейл»-2 Баку                                                     | «Рабита» Баку                                                         | «Локомотив» Баку                                                      |
| 2005/06   | «Наглиятчи» Баку                                                      | «Рабита» Баку                                                         | «Азеррейл»-2 Баку                                                     |
| 2006/07   | «Рабита» Баку                                                         | «Азеррейл»-2 Баку                                                     | «Наглиятчи» Баку                                                      |
| 2007/08   | «Рабита» Баку                                                         | «Азеррейл»-2 Баку                                                     | «Локомотив» Баку                                                      |
| 2008/09   | «Рабита» Баку                                                         | «Локомотив» Баку                                                      | «Игтисадчи» Баку                                                      |
| 2009/10   | «Рабита» Баку                                                         | «Локомотив» Баку                                                      | «Игтисадчи» Баку                                                      |
| 2010/11   | «Рабита» Баку                                                         | «Азеррейл» Баку                                                       | «Игтисадчи» Баку                                                      |
| 2011/12   | «Рабита» Баку                                                         | «Локомотив» Баку                                                      | «Бакы» Баку                                                           |
| 2012/13   | «Рабита» Баку                                                         | «Азеррейл» Баку                                                       | «Игтисадчи» Баку                                                      |
| 2013/14   | «Рабита» Баку                                                         | «Азеррейл» Баку                                                       | «Игтисадчи» Баку                                                      |
| 2014/15   | «Рабита» Баку                                                         | «Локомотив» Баку                                                      | «Азерйол» Баку                                                        |
| 2015/16   | «Азеррейл» Баку                                                       | «Телеком» Баку                                                        | «Локомотив» Баку                                                      |
| 2016/17   | «Телеком» Баку                                                        | «Азеррейл» Баку                                                       | «Азерйол» Баку                                                        |
| 2017/18   | «Азеррейл» Баку                                                       | «Абшерон» Баку                                                        | АВФ Баку                                                              |
| 2018/19   | «Азеррейл» Баку                                                       | «Локомотив» Баку                                                      | «Абшерон» Баку                                                        |
| 2019/20   | Из-за пандемии COVID-19 чемпионат не был завершён, итоги не подведены | Из-за пандемии COVID-19 чемпионат не был завершён, итоги не подведены | Из-за пандемии COVID-19 чемпионат не был завершён, итоги не подведены |
| 2020/21   | Чемпионат отменён                                                     | Чемпионат отменён                                                     | Чемпионат отменён                                                     |
| 2021/22   | «Абшерон» Баку                                                        | «Азеррейл» Баку                                                       | «Муров Аз Терминал» Баку                                              |
| 2022/23   | «Азеррейл» Баку                                                       | «Абшерон» Баку                                                        | «Муров Аз Терминал» Баку                                              |
| 2023/24   | «Азеррейл» Баку                                                       | «Абшерон» Баку                                                        | «Муров Аз Терминал» Баку                                              |
| 2024/25   | «Азеррейл» Баку                                                       | «Абшерон» Баку                                                        | Национальная Академия Авиации Баку                                    |